# Love Has a Mind of Its Own
«Love Has a Mind of Its Own» es una canción de Donna Summer incluida en su álbum de 1983 She Works Hard for the Money. Fue escrita por Summer, Bruce Sudano y Michael Omartian, y producida por Omartian. Fue lanzado como el tercer y último sencillo en diciembre de 1983 por Mercury Records en Estados Unidos y Japón e internacionalmente en abril de 1984.
Es una balada interpretada a dúo con el cantante del grupo de música cristiana 2nd Chapter of Acts, Matthew Ward, aunque no aparece acreditado en la portada.
"Love Has a Mind of Its Own" alcanzó en Estados Unidos el número 70 en el Billboard Hot 100 y el número 35 en la lista de R&B. La canción tuvo el mejor desempeño en la  Billboard Adult Contemporary, donde alcanzó el número 19. En la Cash Box Top 100 llegó al puesto 77.

## Lista de canciones
sencillo 7"
A "Love Has A Mind Of Its Own"  –  3:42
B "People, People" – 3:59
maxi 12" 
A "Love Has A Mind Of Its Own" (With Matthew Ward) – 4:16
B1 "She Works Hard For The Money" (Special Long Version) – 6:15
B2 "People, People" – 3:59

## Posicionamiento en listas
| Lista (1984)                                  | Máxuna posición |
| --------------------------------------------- | --------------- |
| Estados Unidos (Billboard Hot 100)            | 70              |
| Estados Unidos (Billboard Adult Contemporary) | 19              |
| Estados Unidos (Hot R&B/Hip-Hop Singles)      | 35              |
| Estados Unidos (Cash Box Top 100)             | 77              |

## Otras versiones
En 1986, la banda de punk cristiano Altar Boys grabó una versión de "Unconditional Love" en su álbum de estudio Gut Level Music.